# Sportjahr 1938
Liste der Sportjahre

◄◄ | ◄ | 1934 | 1935 | 1936 | 1937 | Sportjahr 1938 | 1939 | 1940 | 1941 | 1942 | ► | ►►

Weitere Ereignisse

## Ereignisse

### British Empire Games 1938
- 5. bis 12. Februar: In Sydney finden parallel zur 150-Jahr-Feier der Stadt die British Empire Games 1938 statt. 15 Länder nehmen an der dritten Auflage der Empire Games teil.

### Badminton
Höhepunkt des Badmintonjahres 1938 waren die All England, die Irish Open, die Scottish Open und die French Open.

#### Internationale Veranstaltungen
| Veranstaltung | Herreneinzel   | Dameneinzel    | Herrendoppel                  | Damendoppel               | Mixed                       |
| ------------- | -------------- | -------------- | ----------------------------- | ------------------------- | --------------------------- |
| All England   | Ralph Nichols  | Daphne Young   | Leslie Nichols Ralph Nichols  | Betty Uber Diana Doveton  | Raymond M. White Betty Uber |
| French Open   | Ian Maconachie | Daphne Young   | Ian Maconachie K. Smedley     | Daphne Young Mavis Green  | Ian Maconachie Mavis Green  |
| Irish Open    | Thomas Boyle   | Daphne Young   | Kenneth Wilson Alan Titherley | Daphne Young Norma Stoker | Thomas Boyle Olive Wilson   |
| Malaysia Open | Tan Chong Tee  | Moey Chwee Lan | A. S. Samuel Chan Kon Leong   | Chang Kon Neong Ida Lim   | Wong Peng Soon Waileen Wong |
| Scottish Open | Thomas Boyle   | Betty Uber     | Thomas Boyle James Rankin     | Olive Wilson Betty Uber   | Ian Maconachie Betty Uber   |

### Basketball
- Basketball-Europameisterschaft der Damen 1938 in Rom

### Billard
- Snookerweltmeisterschaft 1938

### Fechten
- Fechtweltmeisterschaften 1938

### Fußball

#### Internationale Fußballveranstaltungen
- April: Der Europapokal der Fußball-Nationalmannschaften muss nach dem „Anschluss“ Österreichs an das Deutsche Reich abgebrochen werden. Ungarn führt zu diesem Zeitpunkt die Tabelle an.
- 3. April: Im Praterstadion in Wien findet das „Anschlussspiel“ zwischen einer deutschen und einer österreichischen Fußballauswahl statt. Die Auswahlmannschaft der „Ostmark“, die statt in den traditionellen schwarz-weißen Dressen in rot-weiß-rot spielt, gewinnt gegen das „Altreich“ durch Tore von Matthias Sindelar und Karl Sesta mit 2:0.
- 4. bis 19. Juni: Italien verteidigt seinen Titel bei der Fußball-Weltmeisterschaft 1938 in Frankreich. Der Brasilianer Leônidas da Silva wird mit sieben Toren Torschützenkönig des Turniers.
- 26. Juni bis 11. September: Slavia Prag gewinnt den Mitropapokal 1938.
- 3. bis 5. September: Estland gewinnt den Baltic Cup 1938.
- Nordische Fußballmeisterschaft der Männer 1937–47

#### Nationale Fußball-Meisterschaften
- 9. Januar: Der FC Schalke 04 gewinnt den Tschammerpokal 1937 mit einem 2:1 gegen Fortuna Düsseldorf und damit nach der Meisterschaft auch das Double.
- 14. April: Auf Anordnung des nationalsozialistischen Fachamts Fußball müssen die konkurrierenden Bochumer Sportvereine Turnverein 1848, TuS 1908 und Germania 1906 zum VfL Bochum 1848 fusionieren.
- 3. Juli: Hannover 96 wird zum ersten Mal deutscher Fußballmeister.

### Handball
- 5./6. Februar: Die 1. Handball-Weltmeisterschaft der Herren findet mit einem Turnier jeder gegen jeden in Deutschland statt. Teilnehmende Nationen sind Dänemark, das Deutsche Reich, Österreich und Schweden. Das Deutsche Reich wird erster Weltmeister.
- 7. bis 10. Juli: Auch bei der Feldhandball-Weltmeisterschaft der Herren in Deutschland wird das Deutsche Reich Weltmeister.

### Leichtathletik

#### Europameisterschaften
- 3. bis 5. September: Leichtathletik-Europameisterschaften 1938 der Männer in Paris
- 17./18. September: Leichtathletik-Europameisterschaften 1938 der Frauen in Wien

#### Weltrekorde

##### Laufdisziplinen
- 29. Mai: Taisto Mäki, Finnland, läuft die 10.000 Meter der Herren in 30:02,0 min.
- 20. August: Sydney Wooderson, Großbritannien, läuft die 800 Meter der Herren in 1:48,4 min.

##### Wurfdisziplinen
- 17. Juli: Erika Matthes, Deutsches Reich, erreicht im Speerwurf der Damen 47,80 m.
- 25. August: Yrjö Nikkanen, Finnland, wirft im Speerwurf der Herren 77,87 m.
- 27. August: Erwin Blask, Deutsches Reich, wirft im Hammerwurf der Herren 59 Meter.
- 16. Oktober: Yrjö Nikkanen, Finnland, wirft im Speerwurf der Herren 78,7 m.

### Rollsport
- Das weltweit wohl erste Inlinehockey-Spiel wird in Wien ausgetragen, überliefert ist es in einem Wochenschaubericht des Giornale Luce vom 3. November 1938. Auch Rollkunstlauf fand mit einläufigen Inline-Skates statt.[1]

### Motorsport

#### Motorradsport

##### Motorrad-Europameisterschaft
- Bei der erstmals aus mehreren Rennen bestehenden Motorrad-Europameisterschaft gewinnt der Deutsche Ewald Kluge auf DKW vor seinen Landsleuten und Markenkollegen Bernhard Petruschke und Hermann Gablenz den Titel in der Viertelliterklasse.
- Bei den 350ern siegt der britische Velocette-Werksfahrer Ted Mellors vor seinem Landsmann John White (Norton) und den Deutschen Siegfried Wünsche (DKW).
- In der Halbliterklasse setzt sich der deutsche BMW-Werksfahrer Georg Meier gegen die beiden britischen Norton-Piloten Harold Daniell und Freddie Frith durch.

##### Deutsche Motorrad-Straßenmeisterschaft
- Deutsche Meister werden Ewald Kluge (DKW, 250 cm³), Walfried Winkler (DKW, 350 cm³) und Georg Meier (BMW, 500 cm³).

### Radsport

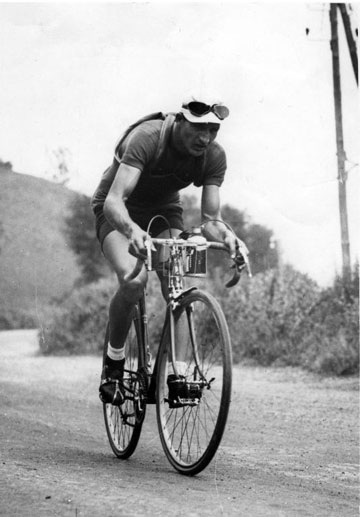
Der spätere Sieger Gino Bartali am 19. Juli bei der Tour de France

- 7. Mai bis 2. Juni: Giovanni Valetti gewinnt den Giro d’Italia 1938.
- 9. bis 25. Juni: Hermann Schild gewinnt die Internationale Deutschland-Rundfahrt 1938.
- 5. bis 31. Juli: Gino Bartali gewinnt die Tour de France 1938.
- 27. August bis 4. September: UCI-Bahn-Weltmeisterschaften 1938 in Amsterdam
- 5. September: UCI-Straßen-Weltmeisterschaften 1938 in Valkenburg in den Niederlanden

### Ringen
- Ringer-Europameisterschaften 1938

### Rugby
- 15. Januar bis 19. März: Home Nations Championship 1938 der Rugby Union

### Schach
- AVRO-Turnier in den Niederlanden

### Schwimmen

#### Schwimmeuropameisterschaften
- 6. bis 13. August: Die Schwimmeuropameisterschaften 1938 in London beinhalten Wettbewerbe im Schwimmen, Kunst- und Turmspringen sowie das Wasserball-Turnier der Männer.

#### Schwimmrekorde

##### Brustschwimmen
- 12. November: Joachim Balke, Deutsches Reich, schwimmt in Bremen die 100 Meter Brust in 01:09,5.

##### Freistilschwimmen
- 16. Januar: Ragnhild Hveger, Dänemark, schwimmt in Kopenhagen die 400 Meter Freistil der Frauen in 05:08,2.
- 15. März: Die dänische Schwimmstaffel der Frauen mit E. Svendsen, Gunvor Kraft, Birte Ove-Petersen und Ragnhild Hveger schwimmt in Kopenhagen die 4 × 100 Meter Freistil in 04:29,7.
- 26. Februar: Rie van Veen, Niederlande, schwimmt in Rotterdam die 200 Meter Freistil der Frauen in 02:24,6.
- 15. März: Die Schwimmstaffel des Bremer Schwimmvereins (BSV) mit Hermann Heibel, Hans Freese, Eduard Askamp und Helmuth Fischer schwimmt in Bremen die 4 × 100 Meter Freistil in der Weltrekordzeit 04:03,6.
- 1. April: Die Schwimmstaffel des Deutschen Reichs mit Otto Wille, Werner Birr, Werner Plath und Kurt von Eckenbrecher schwimmt in Kopenhagen die 4 × 100 Meter Freistil in 04:02,4.
- 3. Juli: Ragnhild Hveger, Dänemark, schwimmt in Helsingør die 1500 Meter Freistil der Frauen in 21:45,7.
- 15. März: Die ungarische Schwimmstaffel mit Gyula Zolyomi, Ferenc Csik, István Kőrösi und Ödön Gróf schwimmt in Budapest die 4 × 100 Meter Freistil in 04:02,0.
- 1. August: Ragnhild Hveger, Dänemark, schwimmt in Kopenhagen die 400 Meter Freistil der Frauen in 05:06,1.
- 10. August: Tomikatsu Amano, Japan, schwimmt in Tokio die 1500 Meter Freistil der Männer in 18:58,8.
- 20. August: Die Schwimmstaffel der USA mit T. Hirose, O. Jaretz, Paul Wolf und Peter Fick schwimmt in Berlin die 4 × 100 Meter Freistil mit 03:59,2 erstmals unter vier Minuten.
- 11. September: Ragnhild Hveger, Dänemark, schwimmt in Aarhus die 200 Meter Freistil der Frauen in 02:21,7.

##### Rückenschwimmen
- 17. April: Cor Kint, Niederlande, schwimmt in Aarhus die 200 Meter Rücken der Frauen in 02:41,0.
- 26. Oktober: Iet van Feggelen, Niederlande, schwimmt in Düsseldorf die 200 Meter Rücken der Frauen in 02:40,6.
- 1. November: Cor Kint, Niederlande, schwimmt in Kopenhagen die 100 Meter Rücken der Frauen in 01:13,5.
- 10. November: Iet van Feggelen, Niederlande, schwimmt in Amsterdam die 100 Meter Rücken der Frauen in 01:13,2.
- 12. November: Iet van Feggelen, Niederlande, schwimmt in Den Haag die 100 Meter Rücken der Frauen in 01:13,0.
- 26. November: Iet van Feggelen, Niederlande, schwimmt in Antwerpen die 100 Meter Rücken der Frauen in 01:12,9.
- 18. Dezember: Iet van Feggelen, Niederlande, schwimmt in Amsterdam die 200 Meter Rücken der Frauen in 02:39,0.

### Tischtennis
- 24. bis 29. Januar: Tischtennisweltmeisterschaft 1938 in London
- Länderspiele Deutschlands (Freundschaftsspiele)
  - Januar: Rheinhausen: D. – Jugoslawien 4:2 (Herren)
  - 5. Mai: München: D. – Schweden 4:1 (Herren)
  - 6. Mai: München: D. – CSR 2:3 (Herren)

### Turnen
- An den Turn-Weltmeisterschaften 1938 in Prag nehmen vier Nationen teil. Die meisten Medaillen erringt das Gastgeberland Tschechoslowakei.

### Wintersport
- 1. Februar: Bob-Weltmeisterschaft 1938 in St. Moritz
- 4./5./18./19. Februar: Eiskunstlauf-Weltmeisterschaften 1938 in Stockholm (Damen) und Berlin (Herren und Paare)
- 11. bis 20. Februar: Eishockey-Weltmeisterschaft 1938 in Prag
- 25. bis 28. Februar: Nordische Skiweltmeisterschaften 1938 in Lahti
- 5./6. März: Alpine Skiweltmeisterschaften 1938 in Engelberg
- 19. Mai: Der Mannheimer Eis- und Rollsport-Club (MERC), aus dem später die Adler Mannheim hervorgehen, wird gegründet.
- Eiskunstlauf-Europameisterschaften 1938 in St. Moritz

## Geboren

### Januar
- 03. Januar: Kel Carruthers, australischer Motorradrennfahrer
- 05. Januar: Keith Greene, britischer Automobilrennfahrer
- 05. Januar: Jim Otto, US-amerikanischer American-Football-Spieler († 2024)
- 06. Januar: Jozef Golonka, slowakischer Eishockeyspieler und -trainer
- 06. Januar: Karl-Heinz Kunde, deutscher Radrennfahrer († 2018)
- 07. Januar: Rauno Aaltonen, finnischer Rallye-Rennfahrer
- 08. Januar: Bernd Brehme, deutscher Fußballspieler und -trainer
- 10. Januar: Joseph Moroni, französischer Ruderer († 2020)
- 12. Januar: Alan Rees, britischer Automobilrennfahrer und Teammanager († 2024)
- 18. Januar: Werner Olk, deutscher Fußballspieler und Fußballtrainer
- 19. Januar: Chris Tuerlinx, belgischer Automobilrennfahrer († 1973)
- 21. Januar: Romano Fogli, italienischer Fußballspieler und -trainer († 2021)
- 24. Januar: Gyula Török, ungarischer Boxer, Olympiasieger 1960 im Fliegengewicht († 2014)
- 27. Januar: Wiktor Schdanowitsch, russischer Fechter, der mit dem Florett drei olympische Goldmedaillen für die Sowjetunion gewann
- 28. Januar: Leonid Schabotinski, sowjetischer Gewichtheber und Olympiasieger († 2016)
- 29. Januar: Shūji Tsurumi, japanischer Kunstturner

### Februar
- 11. Februar: Mohamed Gammoudi, tunesischer Leichtathlet
- 19. Februar: Oliver Taylor, australischer Boxer
- 21. Februar: Christian Puibaraud, französischer Ruderer († 2023)
- 22. Februar: Predrag Ostojić, jugoslawischer Schachmeister († 1996)
- 25. Februar: Herb Elliott, australischer Mittelstreckenläufer
- 25. Februar: Reinhold Wosab, deutscher Fußballspieler
- 26. Februar: Horst Lohr, deutscher Endurosportler

### März
- 01. März: Jean Breuer, deutscher Radrennfahrer († 2025)
- 06. März: Nikolai Manoschin, sowjetischer Fußballspieler und -trainer († 2022)
- 07. März: Aristide Guarneri, italienischer Fußballspieler
- 08. März: Giorgio Puia, italienischer Fußballspieler und -trainer
- 09. März: Ryszard Parulski, polnischer Fechter und Sportfunktionär († 2017)
- 10. März: Ron Mix, US-amerikanischer American-Football-Spieler und Rechtsanwalt
- 13. März: Peter Wulf, deutscher Fußballspieler († 1995)
- 16. März: Carlos Bilardo, argentinischer Fußballspieler und -trainer
- 16. März: Ray Pickrell, britischer Motorradrennfahrer († 2006)
- 24. März: Larry Wilson, US-amerikanischer American-Football-Spieler († 2020)
- 25. März: Fritz d’Orey, brasilianischer Automobilrennfahrer
- 28. März: Jean-François Piot, französischer Rallye- und Rundenstreckenrennfahrer († 1980)
- 31. März: Jimmy Johnson, US-amerikanischer American-Football-Spieler

### April
- 02. April: Lothar Schünemann, deutscher Endurosportler
- 07. April: Pentti Pesonen, finnischer Skilangläufer († 2024)
- 07. April: Nikolai Pusanow, sowjetisch-russischer Biathlet und Olympiasieger († 2008)
- 12. April: Clement Quartey, ghanaischer Boxer († 2024)
- 13. April: Klaus Lehnertz, deutscher Leichtathlet
- 13. April: Hermann Salomon, deutscher Leichtathlet († 2020)
- 16. April: Rolf Maurer, Schweizer Radsportler († 2019)
- 19. April: Bernard Meynadier, französischer Ruderer
- 18. April: Roberto Anzolin, italienischer Fußballspieler († 2017)
- 20. April: Betty Cuthbert, australische Leichtathletin († 2017)
- 20. April: Manfred Kinder, deutscher Leichtathlet
- 26. April: Nino Benvenuti, italienischer Boxer († 2025)
- 28. April: Carlo Storck, deutscher Fußballspieler

### Mai
- 05. Mai: Adolf Scherer, tschechoslowakischer Fußballspieler († 2023)
- 05. Mai: Barbara Wagner, kanadische Eiskunstläuferin
- 09. Mai: Manfred Grieser, deutscher Leichtathlet
- 10. Mai: Manuel Santana, spanischer Tennisspieler († 2021)
- 14. Mai: Clive Rowlands, walisischer Rugbyspieler und Trainer († 2023)
- 18. Mai: Erich Arndt, deutscher Tischtennisspieler
- 20. Mai: Christina Baas-Kaiser, niederländische Eisschnellläuferin († 2022)
- 20. Mai: Hanna Eigel, österreichische Eiskunstläuferin
- 25. Mai: John Davies, neuseeländischer Mittelstreckenläufer († 2003)
- 26. Mai: Peter Westbury, britischer Automobilrennfahrer († 2015)
- 28. Mai: Jerry West, US-amerikanischer Basketballspieler († 2024)
- 28. Mai: Eppie Wietzes, kanadischer Automobilrennfahrer († 2020)

### Juni
- 05. Juni: Karin Balzer, deutsche Leichtathletin († 2019)
- 07. Juni: Péter Pázmándy, schweizerisch-ungarischer Fußballspieler und -trainer († 2012)
- 15. Juni: Antanas Bagdonavičius, sowjetischer Ruderer, der in den 1960er-Jahren neun internationale Medaillen gewann († 2024)
- 16. Juni: Hannelore Trabert, deutsche Leichtathletin
- 22. Juni: Virginio De Paoli, italienischer Fußballspieler und -trainer († 2009)
- 24. Juni: Boris Lagutin, sowjetisch-russischer Boxer und Olympiasieger 1964 und 1968 († 2022)
- 29. Juni: Giampaolo Menichelli, italienischer Fußballspieler
- 30. Juni: Billy Mills, US-amerikanischer Langstreckenläufer

### Juli
- 04. Juli: Ernest Pieterse, südafrikanischer Automobilrennfahrer († 2017)
- 04. Juli: Welikton Barannikow, sowjetischer Boxer († 2007)
- 06. Juli: Nikolai Swiridow, sowjetischer Langstreckenläufer († 2023)
- 11. Juli: Georges Morel, französischer Ruderer († 2004)
- 15. Juli: Enrique Figuerola, kubanischer Leichtathlet und Olympiateilnehmer
- 18. Juli: Renzo Pasolini, italienischer Motorradrennfahrer († 1973)
- 20. Juli: Roger Hunt (1938–2021), englischer Fußballspieler († 2021)
- 20. Juli: Heinz Strehl, deutscher Fußballspieler († 1986)
- 21. Juli: Karlheinz Wagner, deutscher Endurosportler († 2019)
- 22. Juli: Richard Carr, britischer Fußballfunktionär († 2025)
- 24. Juli: José Altafini, brasilianischer Fußballspieler
- 31. Juli: Herbert Dienelt, deutscher Fußballspieler und -trainer († 2024)

### August
- 02. August: Brunhilde Hendrix, deutsche Leichtathletin († 1995)
- 02. August: Timo Konietzka, deutscher Fußballspieler († 2012)
- 02. August: Sigi Renz, deutscher Radrennfahrer († 2025)
- 09. August: Rod Laver, australischer Tennisspieler
- 09. August: Otto Rehhagel, deutscher Fußballtrainer und -spieler
- 19. August: Andrzej Bławdzin, polnischer Radrennfahrer († 2023)
- 26. August: Karl-Heinz Gerdsmeier, deutscher Ringer († 2002)
- 26. August: Erwin Schmider, deutscher Endurosportler
- 28. August: Slobodan Čendić, jugoslawischer Fußballtrainer († 2023)
- 28. August: Mario Martiradonna, italienischer Fußballspieler († 2011)
- 29. August: Alberto Pagani, italienischer Motorradrennfahrer († 2017)
- 30. August: Abel Laudonio, argentinischer Boxer († 2014)

### September
- 08. September: Larry Dickson, US-amerikanischer Automobilrennfahrer
- 15. September: Rafael Osuna, mexikanischer Tennisspieler († 1969)
- 22. September: Boris Selizki, sowjetischer Gewichtheber und Olympiasieger 1968
- 25. September: Neville Lederle, südafrikanischer Automobilrennfahrer († 2019)
- 27. September: Mo Nunn, englischer Ingenieur und Motorsport-Teambesitzer († 2018)
- 27. September: Alberto Orlando, italienischer Fußballspieler

### Oktober
- 01. Oktober: Leo Cella, italienischer Motorrad-, Rallye- und Automobilrennfahrer († 1968)
- 01. Oktober: Les Scheinflug, australischer Fußballspieler und -trainer
- 04. Oktober: Willi Schulz, deutscher Fußballspieler
- 07. Oktober: Ann Haydon-Jones, britische Tennis- und Tischtennisspielerin
- 08. Oktober: Fred Stolle, australischer Tennisspieler († 2025)
- 13. Oktober: Rita Wandrey, deutsche Basketballspielerin
- 18. Oktober: Guy Roux, französischer Fußballtrainer
- 23. Oktober: Eugenio Fascetti, italienischer Fußballspieler -trainer
- 23. Oktober: Manfred Kindermann, deutscher Volleyballspieler und -trainer
- 24. Oktober: Fernand Goyvaerts, belgischer Fußballspieler († 2004)
- 29. Oktober: Wilbert McClure, US-amerikanischer Boxolympiasieger († 2020)
- 29. Oktober: Gerhard Neuser, deutscher Fußballspieler († 1993)

### November
- 05. November: César Luis Menotti, argentinischer Fußballspieler und -trainer († 2024)
- 10. November: Ogün Altıparmak (1938–2025), türkischer Fußballspieler, -trainer, -funktionär und -kommentator († 2025)
- 11. November: Ants Antson, sowjetischer Eisschnellläufer und estnischer Sportfunktionär († 2015)
- 18. November: Karl Schranz, österreichischer Skirennläufer
- 24. November: Oscar Robertson, US-amerikanischer Basketballspieler
- 29. November: Wladimir Golowanow, sowjetischer Gewichtheber und Olympiasieger 1964 († 2003)

### Dezember
- 01. Dezember: Toni Schumacher, deutscher Fußballtorwart
- 03. Dezember: Gernot Weser, deutscher Motorradrennfahrer († 2015)
- 05. Dezember: Heidi Schmid, deutsche Florettfechterin
- 09. Dezember: Deacon Jones, US-amerikanischer American-Football-Spieler
- 12. Dezember: Luis „Artillero“ Artime, argentinischer Fußballspieler
- 14. Dezember: Gennadi Sarytschew, russischer Fußballtrainer und sowjetischer -spieler
- 15. Dezember: Billy Shaw, US-amerikanischer American-Football-Spieler († 2024)
- 17. Dezember: Peter Snell, neuseeländischer Leichtathlet († 2019)
- 19. Dezember: Eric Hänni, Schweizer Judoka († 2024)
- 23. Dezember: Siegfried Rauhut, deutscher Endurosportler
- 27. Dezember: Walentina Prudskowa, sowjetische Florettfechterin
- 27. Dezember: Rolf Wolfshohl, deutscher Radrennfahrer († 2024)

### Genaues Geburtsdatum unbekannt
- Narong Bhornchima, thailändischer Badmintonspieler
- David Kantilla, australischer Footballspieler († 1978)

## Gestorben

### Januar
- 23. Januar: Albertson Van Zo Post, US-amerikanischer Fechter (* 1866)
- 28. Januar: Bernd Rosemeyer, deutscher Automobil- und Motorradrennfahrer (* 1909)
- 28. Januar: Giacinto Sertorelli, italienischer Skirennläufer (* 1915)

### Februar
- 05. Februar: Axel Ljung, schwedischer Leichtathlet und Turner (* 1884)

### März
- 18. März: Erich Schultze, deutscher Schwimmer (* 1892)
- 19. März: Gaston Saint-Paul de Sinçay, belgischer Fahrsportler (* 1854)
- 20. März: Jacob Opdahl, norwegischer Turner (* 1894)
- 27. März: Frigyes Mezei, ungarischer Sprinter (* 1887)
- 27. März: Tom Seeberg, norwegischer Sportschütze (* 1860)

### April
- 01. April: William Eaton, britischer Leichtathlet (* 1909)
- 14. April: Gillis Grafström, schwedischer Eiskunstläufer (* 1893)
- 16. April: Steve Bloomer, englischer Fußballspieler (* 1874)
- 18. April: George Bryant, US-amerikanischer Bogenschütze (* 1878)
- 20. April: William Rowe, US-amerikanischer Leichtathlet (* 1913)
- 23. April: Eric Fernihough, britischer Motorradrennfahrer (* 1905)

### Mai
- 04. Mai: Kanō Jigorō, Begründer der Kampfsportart Judo (* 1860)

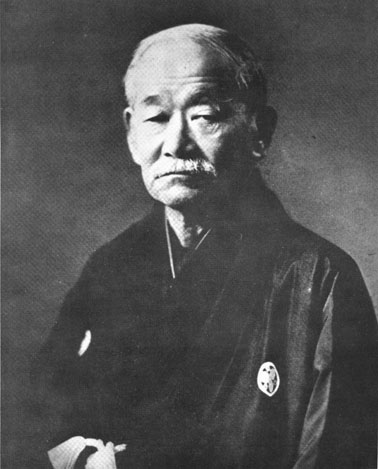
Kanō Jigorō

- 11. Mai: George Lyon, kanadischer Golfspieler und Sportfunktionär (* 1858)
- 15. Mai: Eugenio Siena, italienischer Automobilrennfahrer (* 1905)
- 16. Mai: László Hartmann, ungarischer Automobilrennfahrer (* 1901)
- 22. Mai: Víctor Morales, chilenischer Fußballspieler (* 1905)
- 31. Mai: Imre Schöffer, ungarischer Fußballspieler und -trainer (* 1884)

### Juni
- 04. Juni: John Flanagan, US-amerikanischer Polizist, Leichtathlet und Olympiateilnehmer (* 1873)
- 07. Juni: Harry Corner, britischer Cricketspieler (* 1874)
- 17. Juni: Vane Pennell, britischer Racketsspieler (* 1876)
- 22. Juni: Herbert Jamison, US-amerikanischer Leichtathlet (* 1875)
- 23. Juni: Charles Hennemann, US-amerikanischer Diskuswerfer, Kugelstoßer und Gewichtweitwerfer (* 1866)
- 26. Juni: Daria Karađorđević, US-amerikanische Golfspielerin (* 1859)
- 28. Juni: Arthur Rothrock, US-amerikanischer Sportschütze (* 1886)

### Juli
- 04. Juli: Suzanne Lenglen, französische Tennisspielerin (* 1899)
- 16. Juli: Jack Dunn, britischer Eiskunstläufer (* 1917)
- 20. Juli: Hans Christiansen, norwegischer Regattasegler (* 1867)
- 22. Juli: Francesco Del Grosso, italienischer Radrennfahrer (* 1899)
- 27. Juli: John Exley, US-amerikanischer Ruderer (* 1867)
- 30. Juli: John Derbyshire, britischer Schwimmer und Wasserballspieler (* 1878)

### August
- 01. August: Jaska Saarivuori, finnischer Kunstturner (* 1888)
- 02. August: Fritz Held, deutscher Unternehmer und Automobilrennfahrer (* 1867)
- 14. August: Jakob Erckrath de Bary, deutscher Fechter und Sportfunktionär (* 1864)
- 19. August: Basil Bennett, US-amerikanischer Leichtathlet (* 1894)
- 24. August: Michael Begley, US-amerikanischer Ruderer (* 1872)
- 25. August: George Gaidzik, US-amerikanischer Wasserspringer (* 1885)
- 29. August: Cesare Facciani, italienischer Radrennfahrer (* 1906)
- 30. August: Oscar Dessomville, belgischer Ruderer (* 1876)
- 30. August: Friedrich Opel, deutscher Radsportler, Ingenieur, Automobilrennfahrer und Unternehmer (* 1875)

### September
- 06. September: Johnny Hindmarsh, britischer Automobilrennfahrer und Flieger (* 1907)
- 14. September: Dionys Schönecker, österreichischer Fußballspieler, -trainer und Funktionär (* 1888)
- 15. September: Ferdinand Hueppe, deutscher Mediziner und erster Präsident des DFB (* 1852)
- 19. September: Reginald Brooks-King, britischer Bogenschütze (* 1861)

### Oktober
- 02. Oktober: André Lagache, französischer Automobilrennfahrer und erster Sieger der 24 Stunden von Le Mans (* 1885)
- 07. Oktober: Werner Mellmann, deutscher Motorradrennfahrer (* 1910 oder 1911)
- 18. Oktober: Kellogg Casey, US-amerikanischer Sportschütze (* 1877)
- 20. Oktober: Herbert Berg, deutscher Automobilrennfahrer (* 1910)
- 23. Oktober: Georg Drescher, deutscher Sportler (* 1870)
- 23. Oktober: Jean-Guy Gautier, französischer Rugbyspieler und Leichtathlet (* 1875)
- 31. Oktober: August Gustafsson, schwedischer Tauzieher (* 1875)

### November
- 10. November: Chris Fridfinnson, kanadischer Eishockeyspieler (* 1898)
- 14. November: Rolf Kinzl, österreichischer Tennisspieler (* 1878)
- 16. November: Agustín Ojeda, mexikanischer Fußballspieler (* 1898)
- 19. November: Pawel Iwanowitsch Woiloschnikow, russischer Sportschütze (* 1879)
- 29. November: Carrie Neely, US-amerikanische Tennisspielerin (* 1877 oder 1878)

### Dezember
- 04. Dezember: Gertruda Kilosówna, polnische Leichtathletin (* 1913)
- 04. Dezember: Thomas Littledale, britischer Segler (* 1850)
- 05. Dezember: Pierre Payssé, französischer Turner (* 1873)
- 07. Dezember: Auguste Daumain, französischer Radsportler (* 1877)
- 12. Dezember: Bjarne Angell, norwegischer Tennisspieler (* 1888)
- 12. Dezember: Hefty Stuart, australischer Radrennfahrer (* 1912)
- 15. Dezember: Kalle Heikkinen, finnischer Skilangläufer (* 1908)
- 19. Dezember: Gerald Tait, britischer Segler (* 1866)
- 22. Dezember: Aarne Pohjonen, finnischer Turner (* 1886)

### Datum unbekannt
- Nicolae Mărăscu, rumänischer Rugbyspieler (* 1898)
- Periklis Pierrakos-Mavromichalis, griechischer Fechter (* 1863)